# Eternal dream
『eternal dream』（エターナル ドリーム）は、女性3人組音楽ユニットdream（現Dream）のベストアルバム。レーベルはavex trax。2002年6月26日発売。

## 概要
- 松室麻衣の卒業を受けて発売された。
- dreamのアルバムで初めてのCCCD（コピーコントロールCD）。
- DISC 1はオフィシャルサイトで行われたファン投票によって選曲。1位を獲得した楽曲は「願い」。
- DISC 2はリミックスアレンジをノンストップで収録。
- 初回限定盤はスリーブケース仕様。ジャケットは各メンバー3種のうち1種。トレカ4種のうち1種をランダム封入。

## 収録曲

### DISC 1
1. Movin' on
作詞:YUKO EBINE 作曲:HIDEAKI KUWABARA 編曲:KEISUKE KIKUCHI
1stシングル
2. 『パズル』
作詞:MAI MATSUMURO 作曲/編曲:MITSURU IGARASHI
2ndアルバム『Process』収録曲
3. ‘カトレア’
作詞:MAI MATSUMURO 作曲:KAZUHITO KIKUCHI 編曲:MIKI WATANABE
1stアルバム『Dear...』収録曲
4. Don't forget memory
作詞:YU HASEBE 作曲:YASUHIKO HOSHINO 編曲:MASAFUMI NAKAO
2ndアルバム『Process』収録曲
5. 願い
作詞:MAI MATSUMURO 作曲:y@suo ohtani 編曲:HIDEYUKI OBATA
2ndアルバム『Process』収録曲
6. My will
作詞:MAI MATSUMURO 作曲:y@suo ohtani 編曲:KEISUKE KIKUCHI
6thシングル
7. Answer
作詞:KANA TACHIBANA 作曲/編曲:MITSURU IGARASHI
2ndアルバム『Process』収録曲
8. Message
作詞:MAI MATSUMURO 作曲/編曲:MASAYA SUZUKI for GROUND-BASE Project
13thシングルのカップリング、アルバム初収録。
9. Get Over
作詞:MAI MATSUMURO 作曲:BOUNCEBACK 編曲:SHUNSUKE YAZAKI / MASAFUMI NAKAO
11thシングル
10. STAY 〜now I'm here〜 (brilliant version)
作詞:MAI MATSUMURO 作曲:KUNIO TAGO 編曲:MASAYA SUZUKI for GROUND-BASE Project
10thシングル、2ndアルバム『Process』に収録されたアルバムバージョン。
11. Breakin' out
作詞:YUKO EBINE 作曲:KAZUHITO KIKUCHI 編曲:KEISUKE KIKUCHI
2ndシングル、アルバム初収録。
12. brave
作詞:MAI MATSUMURO 作曲:YORIHITO NAKAMURA 編曲:HΛL
1stアルバム『Dear...』収録曲
13. SINCERELY ～ever dream～
作詞:MAI MATSUMURO 作曲:KAZUHITO KIKUCHI 編曲:HΛL
13thシングル、アルバム初収録。
14. Heart on Wave
作詞:YUKO EBINE 作曲/編曲:KAZUHITO KIKUCHI
2ndシングル

### DISC 2
dream MEGA MIX NON-STOP
1. Movin' on (Dub's Not Illegal Mix)
1stシングル「Movin' on」に収録されたリミックスバージョン。
2. Get Over (Flutlicht Vocal Mix)
12thシングル「Yourself」に収録されたリミックスバージョン。
3. access to love (Y&Co.TAST Mix)
1stシングル「Movin' on」に収録されたリミックスバージョン。
4. Our Time (Kid Vicious Remix)
10thシングル「STAY 〜now I'm here〜」に収録されたリミックスバージョン。一部オリジナルからの音源も使用されている。
5. FREE AS THE WIND
1stアルバム『Dear...』収録曲
6. destine
2ndアルバム『Process』収録曲
7. Believe in you
7thシングル
8. solve (Hex Hector Remix)
9thシングル「Our Time」に収録されたリミックスバージョン。
9. Heart on Wave (2FT Mix)
2ndシングル「Heart on Wave/Breakin' out」に収録されたリミックスバージョン。
10. Yourself (Dub's Unrestricted Remix)
12thシングル「Yourself」に収録されたのリミックスバージョン。
11. send a little love (BEATWAVE Remix)
4thシングル「reality」に収録されたリミックスバージョン。
12. Private wars (Dub's Hyper Club Remix)
3rdシングル「Private wars」に収録されたリミックスバージョン。
13. Start me up (landscape Mix)
3rdシングル「Private wars」に収録されたリミックスバージョン。
14. STAY & solve (BEATWAVE ANTHEM Mix)
8thシングル「solve」に収録されたリミックスバージョンに「STAY 〜now I'm here〜」のボーカルを乗せたもの。
15. w･h･y (D-Z DREAM STRIDE Mix)
6thシングル「My will」に収録されたリミックスバージョン。
16. My will (sweet dream Mix)
7thシングル「Believe in you」に収録されたリミックスバージョン。
17. reality (EUROBEAT Mix)
4thシングル「reality」に収録されたリミックスバージョン。
18. DO YOU WANNA DANCE
リミックスアルバム「SUPER EUROBEAT presents EURO "dream" land」収録曲
19. Breakin' out (EURO MIX)
5thシングル「NIGHT OF FIRE」に収録されたリミックスバージョン。
20. NIGHT OF FIRE (EURO MIX)
5thシングル